# Алосаур
Алосаурус је био најкрволочнији диносаурус из доба Јуре  и живео је пре 150 милона година. Углавном се кретао усправно, помоћу задњих удова док су му предњи удови служили за лов. Имао је велико мишићаво тело дуго 7-11 метара, а тежио је око 4,5 тоне. Лако се кретао тако да је ретко који плен могао да му побегне. Имао је сталан осећај глади тако да је нападао све рептиле без обзира на величину.

## Изглед
Алосаурус је био типичан велики теропод, са масивном лобањом на кратком врату, дугим, благо нагнутим репом и смањеним предњим удовима. Allosaurus fragilis, најпознатија врста, имала је просечну дужину од 8,5 m (28 ft), са највећим дефинитивним примерком Алосаура (AMNH 680) процењеним на 9,7 meters (32 feet), са процењеном тежином од 2,3 metric tons (2,5 short tons). У својој монографији о Алосауру из 1976. године Џејмс Х. Мадсен споменуо је низ величина костију за које је протумачио да показују максималну дужину од 12 до 13 m (39 до 43 стопе). Као и код диносауруса уопште, процене тежине су дискутабилне и од 1980. године крећу се између 1.500 килограма (3.300 фунти), 1.000 до 4.000 кг (2.200 до 8.800 лб) и 1.010 килограма (2.230 фунти) за модалну тежину одрасле јединке (не максимум). Џон Фостер, специјалиста за Морисонову формацију, сугерише да је 1.000 kg (2.200 lb) разумно за велике одрасле јединке A. fragilis, али да је 700 kg (1.500 lb) ближа процена за јединке представљене костима бедра просечне величине које је он измерио. Користећи примерак младе јединке под надимком „Велики Ал”, након што је приписан врсти Allosaurus jimmadseni, истраживачи који су користили рачунарско моделовање дошли су до најбоље процене од 1.500 kg (3.300 lb) за јединку, али су варирањем параметара пронашли распон од отприлике 1.400 kg (3.100 lb) до приближно 2.000 kg (4.400 lb).
Неколико огромних примерака приписано је Алосауру, мада они заправо могу припадати другим родовима. Блиско повезан род Saurophaganax (OMNH 1708) достигао је можда 109 m (358 ft) у дужини, а његова врста понекад је била укључена у род Allosaurus као Allosaurus maximus, иако га недавне студије подржавају као засебан род. Још један потенцијални примерак Алосаура, некада додељен роду Epanterias (AMNH 5767), можда је био дугачак 121 m (397 ft). Новије откриће је делимични костур из каменолома Петерсон у стенама Морисон у Новом Мексику; овај велики алосаурид може бити још једна јединка рода Saurophaganax.
Давид К. Смит је испитујући фосиле Алосаура по каменоломима открио је да су узорци из Кливленд-Лојдовог каменолома диносауруса (Јута) генерално мањи од оних из Комо Блафа (Вајоминг) или Драј Меса каменолома под покровитељством Универзитета Бригам Јанг (Колорадо), али да се облици самих костију нису разликовале међу локацијама. Смитова каснија студија која је укључивала узорке са Гарден Парка (Колорадо) и Национални монумент диносауруса (Јута) није нашла оправдање за више врста на основу варијација скелета; варијације лобање биле су најчешће и оне су градационе, што указује на то да је одговорна индивидуална варијација. Даљи рад на варијацијама везаним за величину поново није пронашао доследне разлике, иако се материјал Драј Месе имао тенденцију спајања на основу астрагалуса, кости скочног зглоба. Кенет Карпентер, користећи елементе лобање са локације Кливленд-Лојид, открио је велике разлике међу јединкама, доводећи у питање претходне разлике на нивоу врсте засноване на карактеристикама као што су облик рогова и предложена диференцијација A. jimmadseni на основу облика југала. Студија коју су објавили Мотани et al, 2020. године сугерише да је Алосаур био и сексуално диморфичан.

### Лобања
Лобања и зуби Алосаура били су скромно пропорционални за теропода његове величине. Палеонтолог Грегори С. Паул процењује дужину лобање на 845 mm (33,3 in) за примерак за који се процењује да је био дуг 7,9 m (26 ft). Свака премаксила (кости које су чиниле врх њушке) имала је пет зуба са пресеком у облику слова D, а свака максила (главне кости које носе зубе у горњој вилици) имала је између 14 и 17 зуба; број зуба не кореспондира у потпуности величини те кости. Свака је кост доње вилице која носи зубе имала је између 14 и 17 зуба, са просечним бројем 16. Зуби су постали краћи, ужи и закривљенији према задњој страни лобање. Сви зуби су имали ивице попут тестере. Лако су се осипали и стално су замењивани, чинећи их уобичајеним фосилима. Лобања му је била лагана, робусна и опремљена десетинама оштрих назубљених зуба. ЊеговаA. jimmadseni лобања је у просеку била дугачка 1 m (3,3 ft) , али је могла достићи и 1,5 m (4,9 ft).
Лобања је имала пар рогова изнад и испред очију. Ови рогови били су састављени од наставака сузних костију, и различитог су облика и величине. Постојали су исто такоа и доњи упарени гребени који су пролазили дуж горњих ивица носних костију који су водили у рогове. Рогови су вероватно били прекривени кератинским омотачем и могли су имати различите функције, укључујући и деловање као сунцобрани за очи, кориштени су за дисплеј, и у борби против других припадника исте врсте (иако су били крхки). Постојао је гребен дуж задњег дела лобање за везивање мишића, што се такође може видети и код тираносаурида.
Унутар сузних костију налазила су се удубљења која су можда садржала жлезде, попут сланих жлезда. Унутар максила били су синуси који су били боље развијени од оних код више базалних теропода, попут Ceratosaurus и Marshosaurus; могуће је да су били повезани са чулом мириса, исли су пак садржали нешто попут Јакобсонових органа. Кров можданог омотача био је танак, можда ради побољшања терморегулације мозга. Лобања и доње вилице имале су зглобове који су дозвољавали кретање унутар ових јединица. У доњим чељустима кости предње и задње половине су лабаво зглобљене, дозвољавајући вилицама да се савијају према споља и повећавају животињски зјап. Мождани омотач и фронтали су такође могли имати спој.